# Ветряк (Калининградская область)
Ветряк (до 1938 — Кублишкен (нем. Kublischken), до 1946 — Штайнграбенхоф (нем. Steingrabenhof)) — поселок в Нестеровском районе Калининградской области.

## География
Находится в восточной части Калининградской области на расстоянии приблизительно 18 км на юг-юго-запад по прямой от административного центра района города Нестеров.

## История
Поселок назывался Кублишкен до 1938 года, Штайнграбенхоф до 1946. В составе Нестеровского района с 2008 по 2018 год входил в Чистопрудненское сельское поселение.

## Население
Численность населения: 167 человек (1910 год), 174 (1939), 10 (русские 90 %) в 2002 году, 8 в 2010.
| 1867 | 1910 | 2002 | 2010 |
| ---- | ---- | ---- | ---- |
| 53   | ↗68  | ↘10  | ↘8   |